# Saad al-Harthi
Saʿad al-Harthi (arabisch سعد الحارثي, DMG Saʿad al-Ḥāraṯī; * 3. Februar 1984 in Riad) ist ein ehemaliger saudi-arabischer Fußballspieler.
Al-Harthi debütierte am 9. Juni 2004 in der saudi-arabischen Nationalmannschaft und erzielte in 15 Einsätzen zwölf Tore. Trotz dieser hohen Trefferquote galt er als unbeständig und war nur Ersatz hinter den gesetzten Spielern Al-Jaber und Yassir al-Qahtani; auch bei der Fußball-Weltmeisterschaft 2006 in Deutschland, wo er im Aufgebot Saudi-Arabiens mit dabei war und im letzten Gruppenspiel gegen Spanien über 81 Minuten zum Einsatz kam.
In der saudi-arabischen Liga spielte Al-Harthi für Al-Nasr und war der einzige Vertreter seines Vereins bei der WM 2006. 2004/05 hatte er seinen Durchbruch in der ersten Liga und bekam danach einen Fünfjahresvertrag bei Al-Nasr. Trotzdem wurde er 2006 kurzfristig an den Ligakonkurrenten Al-Ittihad ausgeliehen. 2013 beendete Al-Harthi seine aktive Laufbahn.